# Mausoleo di Mohammed V
Il mausoleo di Mohammed V (in arabo ضريح محمد الخامس‎?) è una tomba reale situata a Rabat, capitale del Marocco. Si trova sul piazzale della torre di Hassan e domina la foce del fiume Bou Regreg. Il mausoleo contiene la tomba di Muhammad V del Marocco e dei suoi figli Moulay Abdellah e Hassan II. Venne costruito fra il 1961 ed il 1971, in dieci anni di lavoro al quale parteciparono 400 artigiani. L'architettura del mausoleo è dovuta all'architetto vietnamita Eric Vo Toan, e si rifà allo stile classico arabo-andaluso secondo l'arte tradizionale marocchina.
Dal 2012 fa parte dei monumenti di Rabat iscritti nella lista dei patrimoni dell'umanità dell'UNESCO.

## Storia

### Il sultano Mohammed Ben Youssef
Il sultano Mohammed Ben Youssef, noto anche come re Mohammed V (dopo l'indipendenza), è stato molto apprezzato dal suo popolo. Egli è anche noto per aver rifiutato di applicare le leggi antisemite del governo di Vichy, proteggendo in tal modo più di 300.000 ebrei marocchini. Viene considerato il padre della moderna nazione marocchina e una delle figure chiave nei negoziati per l'indipendenza del Marocco. Fu esiliato il 20 agosto 1953 in Corsica e poi sull'isola di Madagascar per il suo sostegno al partito indipendentista Istiqlal. Questa decisione del protettorato francese causò ondate di violenza che culminarono nel ritorno del re nel 1955 e all'indipendenza del regno nel 1956.
Di ritorno dal Madagascar il sultano recitò la preghiera del venerdì, dopo l'indipendenza del Marocco, sul piazzale antistante la Torre di Hassan, sul quale si affaccia oggi il mausoleo. In questa occasione, il sultano annunciò ufficialmente l'indipendenza al popolo marocchino. Ed è per questo che il luogo venne scelto per la costruzione del mausoleo. Questo luogo riveste un alto contenuto simbolico per i marocchini.

## Architettura e costruzione
Il mausoleo è stato edificato, secondo lo stile tradizionale arabo-islamico, su una superficie di 1500 m2. All'esterno, il monumento è rivestito di marmo bianco italiano e coperto da un tetto a piramide di tegole verdi, come il verde della Stella della bandiera marocchina, simbolo della monarchia alawide. Le pareti interne sono decorate con calligrafia coranica e coperto da mosaici tradizionali islamici. La cupola è in legno di cedro dell'Atlante ricoperto con foglia d'oro. Sotto la cupola si trova il sarcofago reale, in onice bianco, contenente le spoglie di Muhammad V del Marocco. Negli angoli sono le tombe del principe Moulay Abdellah (1935-1983), il più giovane figlio di Mohammed V e del fratello Hassan II, re del Marocco dal 1961 al 1999.

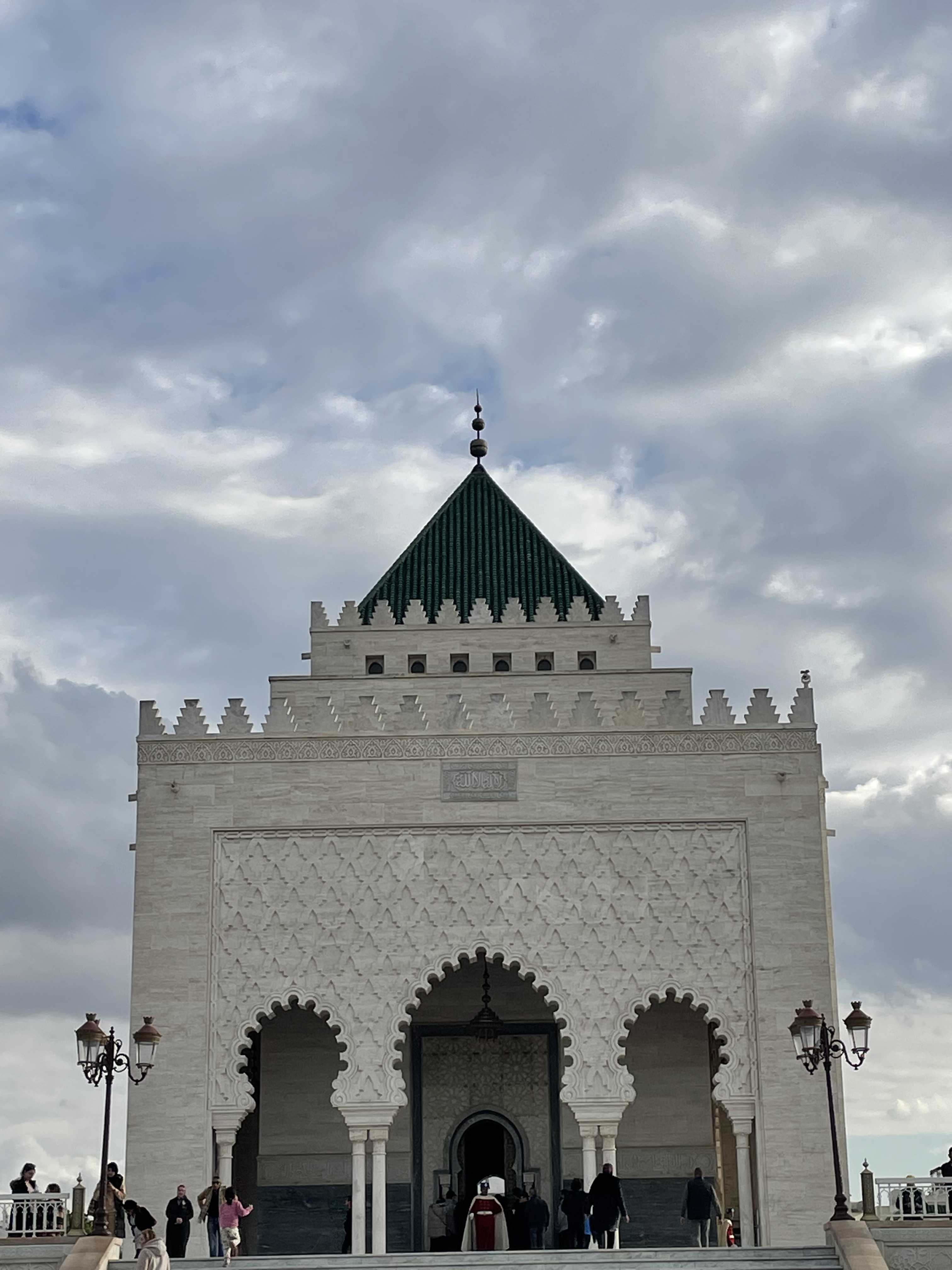
Esterno
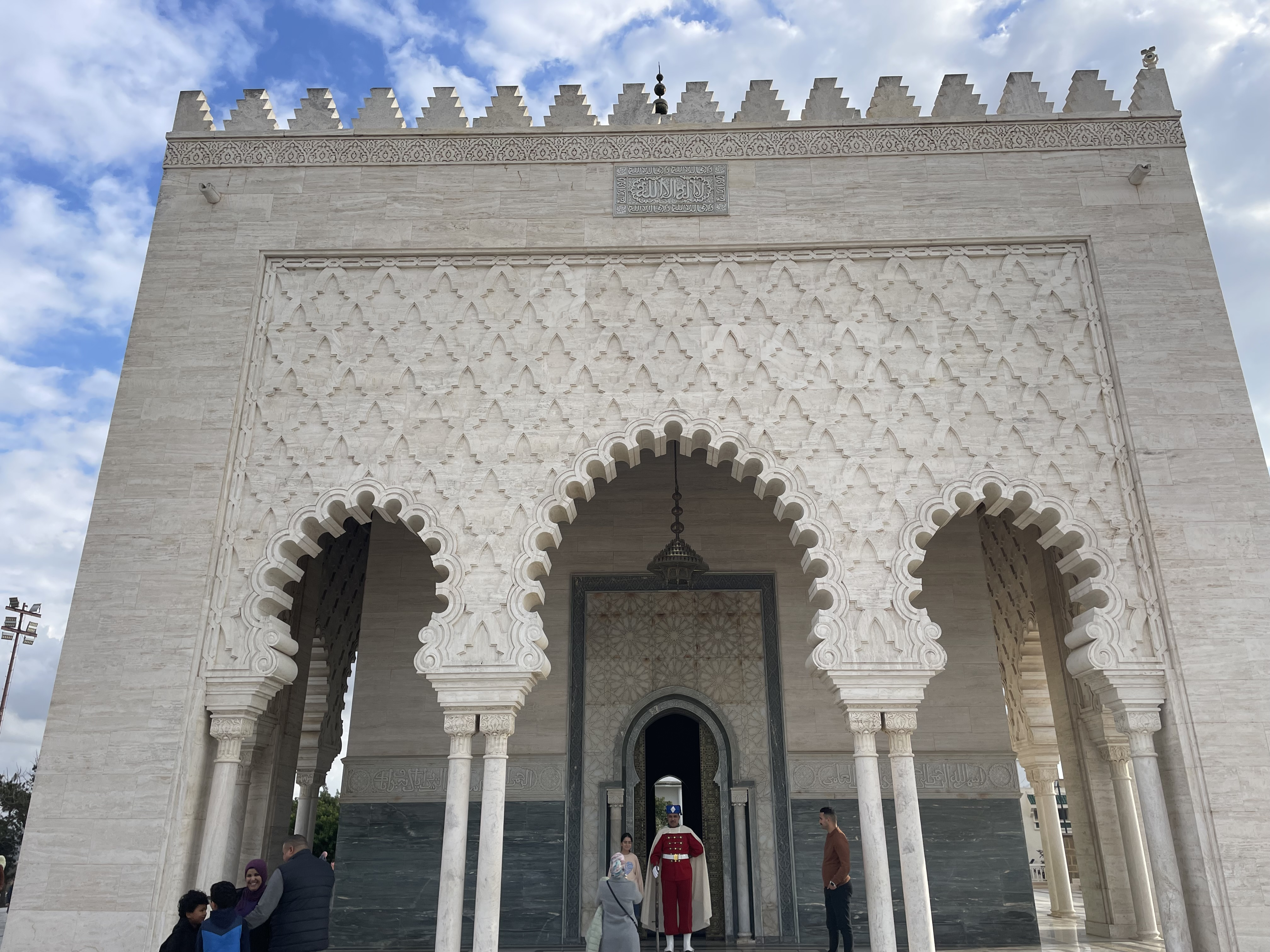
Facciata
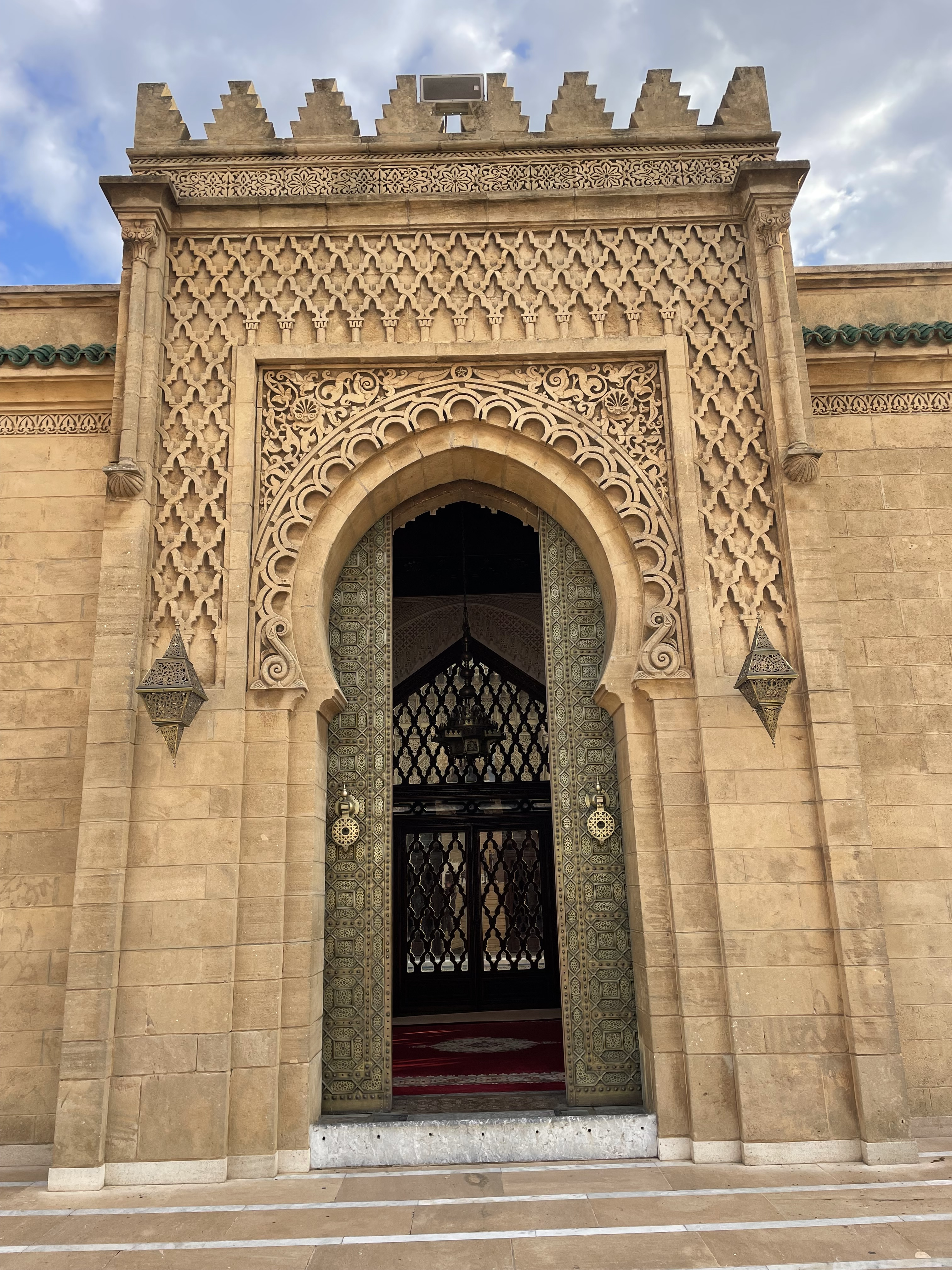
La moschea adiacente

## Personaggi inumati nel mausoleo
- Muhammad V (10 agosto 1909 - 26 febbraio 1961), sultano del Marocco dal 1927 al 1957, poi re del Marocco dal 1957 al 1961.
- Moulay Abdellah (30 luglio 1935 - 23 dicembre 1983), principe del Marocco, figlio cadetto di Mohammed V.
- Hassan II (9 luglio 1929 - 23 luglio 1999), re del Marocco dal 1961 al 1999, figlio maggiore di Mohammed V.

## Torre di Hassan

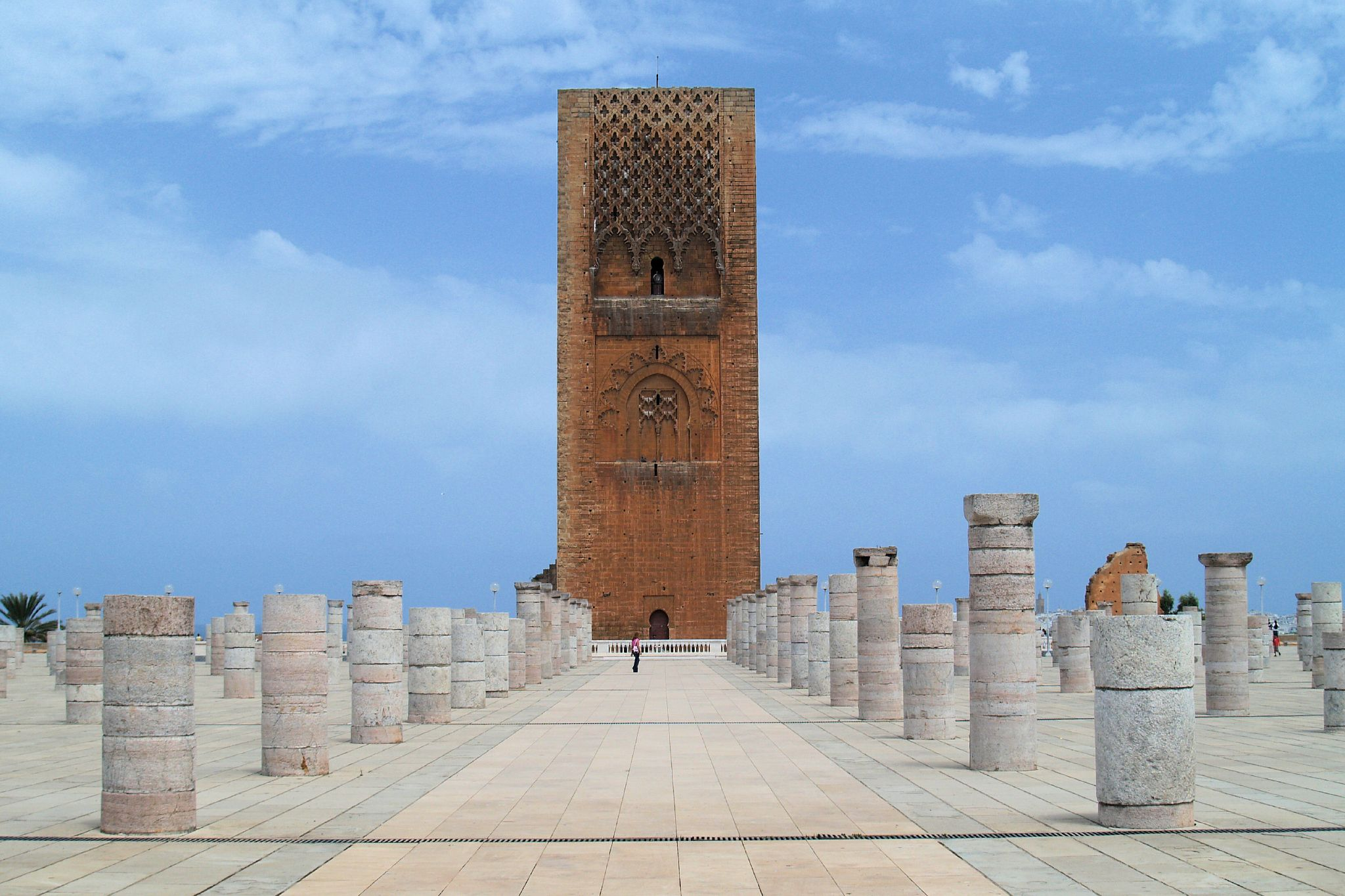
Piazzale della Torre di Hassan

La Torre di Hassan è un minareto storico, mai terminato, situato a Rabat. Questo edificio doveva essere non solo la più grande moschea, ma anche il più grande monumento religioso nel mondo nel XII secolo. La costruzione della moschea iniziò nel 1196 su iniziativa del sultano almohade Abu Ya'qub Yusuf II, nipote di 'Abd al-Mu'min, fondatore della città imperiale di Rabat nel 1150, Il sultano decise che Rabat dovesse diventare la capitale del suo impero, che nel XII secolo, era esteso da Tripoli (Libia) alla Castiglia (Spagna). Tuttavia, il lavoro venne abbandonato poco dopo la morte del sultano nel 1199. La torre doveva essere alta oltre 80 metri, ma raggiunse solo i 44 metri. L'edificio fu poi trascurato dai successori di Abu Ya'qub Yusuf II ed andò peggiorando con il passare del tempo. Nel 1755, il terremoto di Lisbona colpì anche Rabat e distrusse completamente i colonnati della spianata. Lo spazio antistante la Torre di Hassan è stato restaurato negli anni sessanta del XX secolo, durante la costruzione del mausoleo alawide.

## Galleria d'immagini

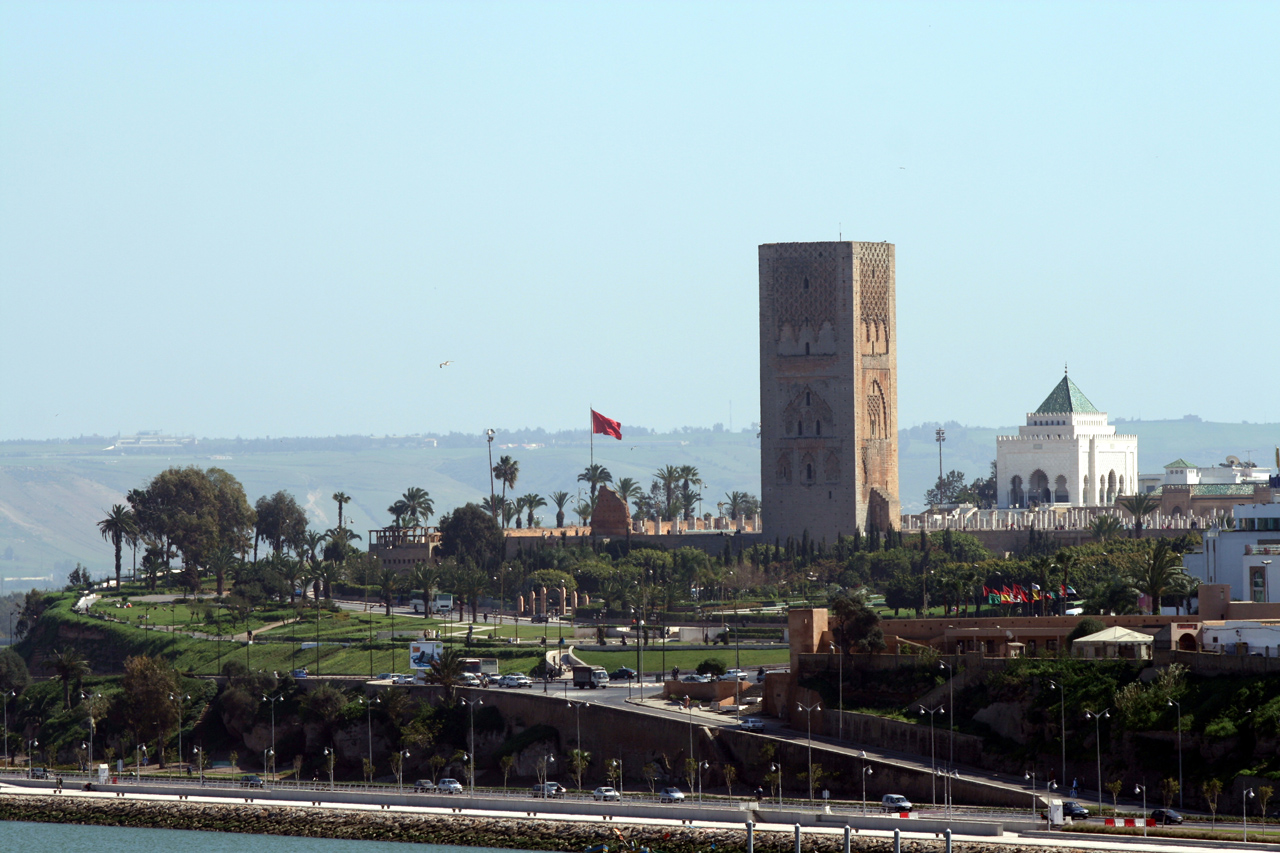
Il mausoleo e la Torre visti da Salé
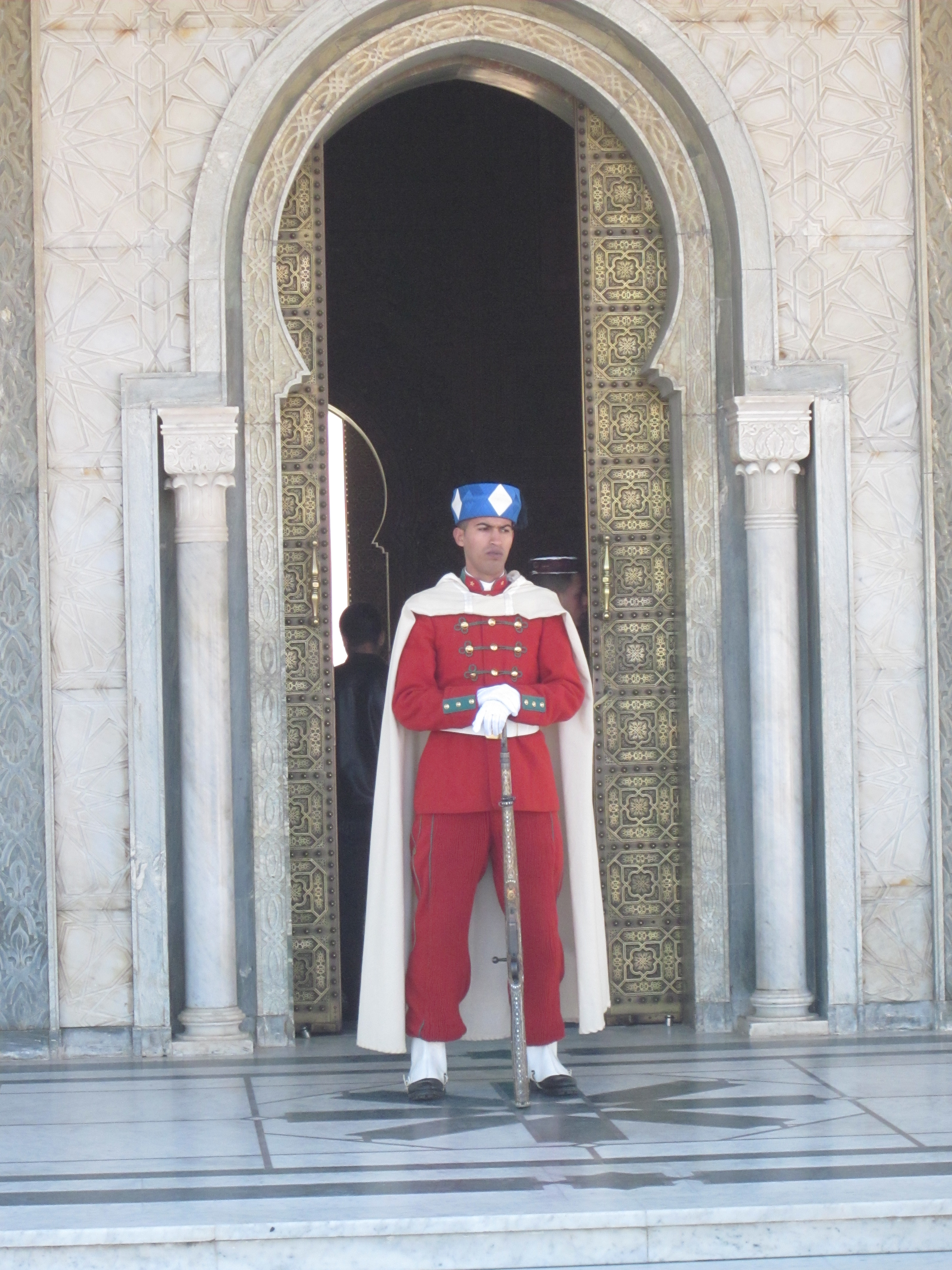
Guardia reale marocchina al mausoleo